# Ummidia occidentalis
Ummidia occidentalis là một loài nhện trong họ Ctenizidae. U. occidentalis được miêu tả năm 1909 bởi Eugène Simon.